# Pile zinc-air
Les piles zinc-air (non-rechargeables) et les piles à combustible zinc-air  (rechargeables mécaniquement) sont des accumulateurs métal-air tirant leur énergie de l'oxydation du zinc avec l'oxygène de l'air ambiant. Ces piles possèdent de hautes densités énergétiques et sont peu chères. Leur format varie des piles boutons pour les audioprothèses à des formats intermédiaires, pouvant être utilisés dans des appareils tels les caméras, ainsi qu'en grands formats pouvant être utilisés dans les véhicules électriques.

## Réaction

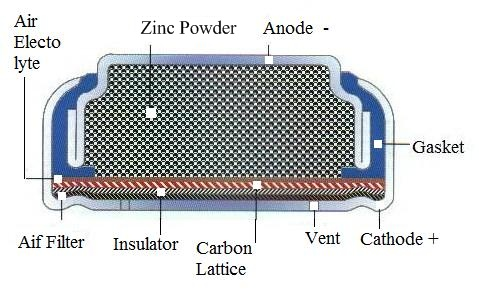
Composants internes d'une pile bouton zinc-air.

Lors de la décharge, les particules de zinc de l'anode baignent dans un électrolyte alors que le dioxygène de l'air réagit à la cathode, formant des ions hydroxyle qui attaquent le zinc métal en produisant du zincate (Zn(OH)42−), ce qui libère 2 électrons par atome de zinc. Le zincate se décompose en oxyde de zinc (insoluble dans l'eau, il précipite hors de l'électrolyte), eau, et ions hydroxyle.
En théorie, la réaction produit une différence de potentiel de 1,65 volt, mais en pratique, les piles fournissent plutôt 1,35 à 1,4 V.
L'équation chimique s'écrit :
Anode : Zn + 4OH− → Zn(OH)42− + 2e− (E0 = –1,25 V)
Fluide : Zn(OH)42− → ZnO + H2O + 2OH−
Cathode : 1/2O2 + H2O + 2e− → 2OH− (E0 = 0,34 V, pH＝11)
Total : 2Zn + O2 → 2ZnO (E0 = 1,59 V et un courant de 4 électrons)
la cathode et l'anode sont séparés par une membrane perméable à l'eau et aux ions hydroxyles pour éviter l'attaque directe du zinc par l'oxygène, qui produirait de l'oxyde de zinc sans courant électrique. 
En l'absence d'oxygène la pile ne se décharge pas spontanément. La réaction est irréversible : la pile n'est pas rechargeable. 
La production de 1 ampère-heure (une grosse pile bouton) selon cette réaction (et sans pertes) requiert 0,0187 mole de zinc (soit ~1,22 g ) et 0,0093 mole de dioxygène (soit ~0,30 g), c'est-à-dire le contenu de 1 litre d'air. Ce volume d'air requis est trop important pour permettre l'usage de pile zinc-air (ou plus généralement métal-air) dans un boîtier scellé.